# Candice Night
Candice Night (født 8. maj 1971) er en amerikansk singer-songwriter og multiinstrumentalists i folkrockbandet Blackmore's Night. Hun var med til at danne bandet i 1997 sammen med sin mand, den britiske guitarist Ritchie Blackmore kendt fra Deep Purple. Hendes soloalbum Reflections blev udgivet i 2011.

## Karriere
Night blev født i Hauppauge, Long Island, New York, og tog klavertimer i et par år. Hun begyndte som model under navnet "Loren" i en alder af 12. Hun optrådte i alt fra reklamer til til trykte annoncer, og reklamefremstød for messer indtil hun var i tyverne. Night havde også sit eget radioprogram på en rockkanal på Long Island, og gik på New York Institute of Technology, hvor hun studerede kommunikation.
Hun var tidligere fan af bandet Rainbow fan, så hun mødte Ritchie Blackmore i 1989 for at spørge ham om en autograf. De talte om spøgelser, musik, rejser, historie, filosofi og blev gradvist venner. De begyndte at bo sammen i 1991. Hun stod bag en nynnende baggrundsvokal på instrumentalnummeret "Difficult to Cure" under Deep Purples turne i Europa i 1993. I en kort overgang både nynnede og sang hun baggrundsvokal på sangene "Ariel" og "Hall of the Mountain King" fra Rainbows album Stranger in Us All, ligesom hun skrev tekster til førnævnte album. Selvom hun var en uerfaren sanger, opfordrede Blakmore hende til at blive hans musikalske sanger. Herefter skrev hun teksterne til de fleste af sangene på Blackmore's Nights første album album Shadow of the Moon, hvor hun hun også var forsanger. Sangene blev skrevet med hendes stemme i tankerne.
Night har også komponeret flere sange til bandet, inklusive "Now and Then" fra Under a Violet Moon (1999) og "3 Black Crows" "Ivory Tower" fra Ghost of a Rose (2003).
Siden har hun modtaget flere guldplader og andre priser for Blackmore's Night, og har været på internationale hitlister. Deres album Secret Voyage fra 2008, gik direkte ind som #1 på New Age Billboard Charts og holdt placeringen i fire uger og forblev derefter i top ti i yderligere 14 uger. Hun fortsætter med at udvide sin musikalske horisont, og optræder både på CD'er og live til koncerter ikke kun med at skrive tekster og synge, men også at spille på middelalderinstrumenter somskalmeje, cornamuse, rauschpfeife, pennywhistle og chanter.
Night sang også Helloween's sang "Light the Universe" fra deres album Keeper of the Seven Keys - The Legacy, og hun var optrådte ligeledes i musikvideoen til sangen. Hun spillede med i rockoperaen Story of Aina med Sass Jordan og Glenn Hughes. Hun sang tre sange på det argentinske metalband Beto Vázquez' album Infinity sammen med Tarja Turunen fra Nightwish og Sabine Edelsbacher fra Edenbridge. Blackmore's Nights sang "Old Mill Inn" fra deres album The Village Lanterne var med i filmen Yes Man fra 2008, og var efterfølgende et nummer på soundtracket.
Hun har også optrådt på interaktive videoskærme i Magiquest-temaparker i USA og Japan, både som Princess Amora og Princess Candice. Hun var også Faerie Queen for Faerie Magazine i to år, og var på forsiden i foråret 2007 og har optrådt på Faerie Festivals rundt omkring i USA.
Night er også kendt for sin velgørenhed til dyrevelfærd. Gennem elleve år af Blackmore's Nights eksistens har de doneret nok penge til at WWF Verdensnaturfonden har kunne plante 6.000 frugtræer på Borneo i et orangutanghabitat. De har doneret til Save the Bats i Berlin, Save the Badgers i England, lokale velgørenhedsorganisationer med relation til dyr i USA inklusiv et årligt velgørenhedsshow, hvor pengene går til Save A Pet, Little Shelter, Best Friends og North Shore Animal League. De har også doneret en stor del af penge fra CD-salg til Røde Kors til at hjælpe ofre for oversvømmelse i Østeuropa, doneret til CO2OL til at plante trler i Panama for at råde bod på den forurening, som dere koncerter kan generere samt doneret penge til UNICEF. Andre velgørenhedsorganisationer som de har samarbejdet med tæller PETA og Society for the Prevention of Cruelty to Animals.
Efter at at have været forlovet i næsten femten år blev Night og Blackmore gift i i oktober 2008.
Deres datter, Autumn , blev født i maj 2010, og var inspiration til Blackmore's Nights album Autumn Sky, som blev udgivet i september 2010.
I februar 2012 fødte Night deres andet barn, kaldet Rory.
Hendes første sooloalbum Reflections blev udgivet i oktober 2011. Alle sangene var skrevet af Nnight selv, og det består hovedsageligt af softrock ballader.

## Diskografi

### Med Blackmore's Night
- Shadow of the Moon (1997)
- Under a Violet Moon (1999)
- Fires at Midnight (2001)
- Ghost of a Rose (2003)
- The Village Lanterne (2006)
- Winter Carols (2006) - Christmas-themed holiday album
- Secret Voyage (2008)
- Autumn Sky (2010)
- Dancer & the Moon (2013)
- All Our Yesterdays (2015)

### Solo
- Reflections (2011)